# Stad van de Zon
Stad van de Zon is een stedelijk gebied aan de zuidkant van de plaats Heerhugowaard, grenzend aan de gemeente Alkmaar. Op circa 118 hectare grond zijn in 2009 ruim 2950 woningen en tal van voorzieningen gerealiseerd. De Vinex-locatie is vervlochten in het recreatiegebied Park van Luna dat ruim 179 hectare groot is.

## Emissieneutrale wijk
Bijzonder aan de Stad van de Zon is dat in het centrale deel, het Carré, wordt gestreefd naar CO2-emissieneutraliteit. De wijk moet zelf net zoveel energie opwekken als zij met al haar functies (wonen, werken, verkeer) verbruikt. De Stad van de Zon is op dit moment de grootste energieneutrale wijk ter wereld.
Zonne-energie wordt geleverd door 3,75 MW aan photovoltaïsche zonnepanelen (kortweg: PV) op de daken van de woningen en de diverse voorzieningen. Dit maakt onderdeel uit van het 5 MW PV-project, dat behalve in de gemeente Dijk en Waard voor 1,25 MW wordt gerealiseerd in de gemeente Alkmaar.
Hiernaast zijn om een CO2-emmissieneutrale wijk te verwezenlijken, enerziezuinige huizen gebouwd en drie windturbines geplaatst.
Het recreatiegebied bestaat uit bos, ecologische zones en ruim 75 hectare water met zwemkwaliteit. In 2012 hadden de Stad van de Zon en het recreatiegebied Heerhugowaard-Zuid klaar moeten zijn maar de bouwwerkzaamheden liepen door tot begin 2016.

## Opening van de wijk

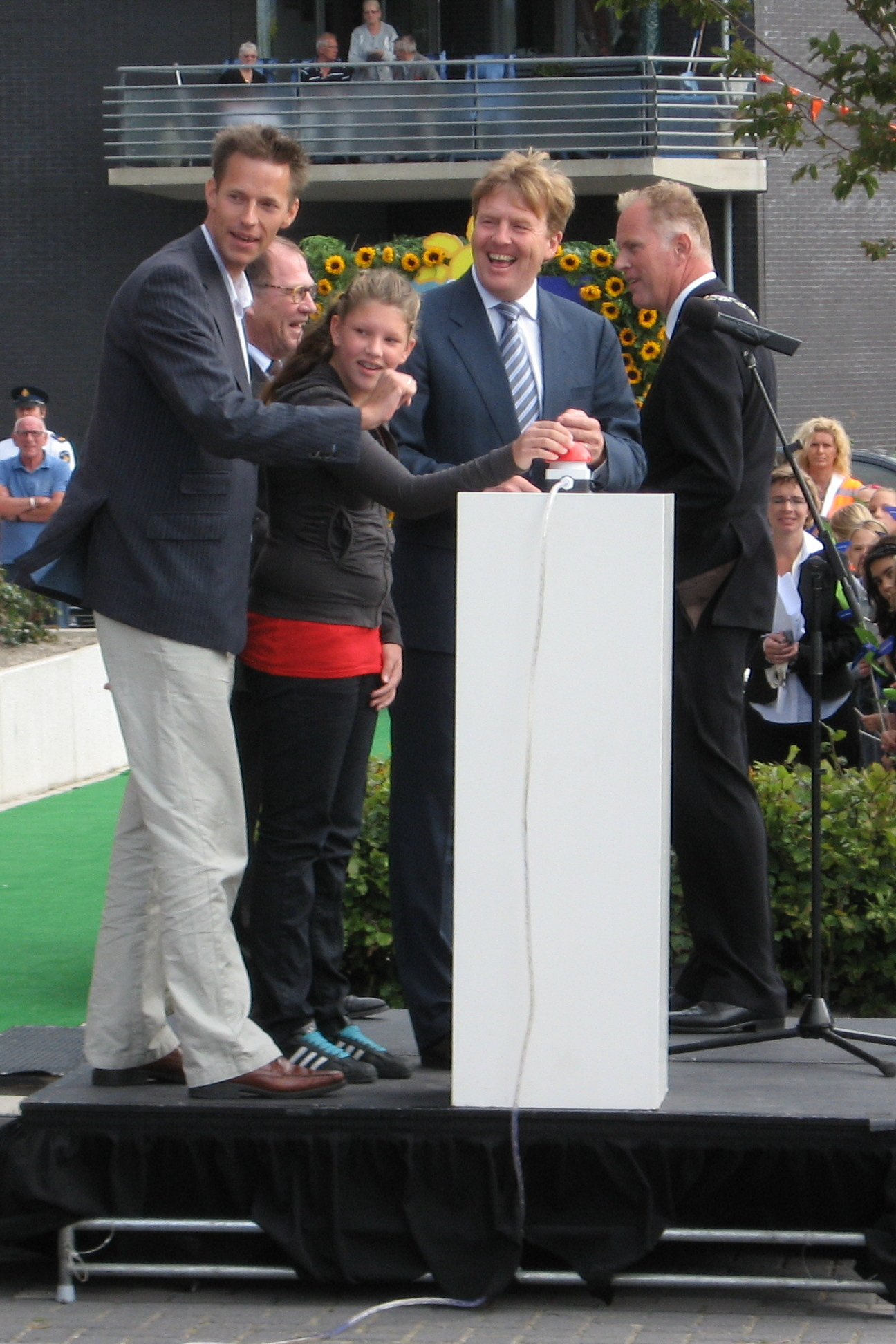
Openingshandeling door Koning Willem-Alexander

Op 23 september 2009 is de wijk officieel geopend door kroonprins Willem-Alexander. Na de opening maakte de prins een wandeling door de wijk.

## Verwijzingen
1. 1 2  Tabel: Bevolking; maandcijfers per gemeente en overige regionale indelingen, 1 januari 2023, Centraal Bureau voor de Statistiek, Voorburg/Heerlen
2. ↑  Aanleg water rond Stad van de Zon[dode link]